# Adina Anton
Adina Anton (Rumania, 6 de octubre de 1984) es una atleta rumana especializada en la prueba de salto de longitud, en la que consiguió ser medallista de bronce europea en pista cubierta en 2005.

## Carrera deportiva
En el Campeonato Europeo de Atletismo en Pista Cubierta de 2005 ganó la medalla de bronce en el salto de longitud, con un salto de 6.59 metros, tras la portuguesa Naide Gomes (oro con 6.70 metros) y la griega Stiliani Pilatou  (plata con 6.64 metros).